# Emile Claus
Emile Claus (Sint-Eloois-Vijve, 27 de setembre 1849 - Astene, 14 de juny de 1924) és un pintor flamenc. Va ser un dels majors representants de l'impressionisme a Bèlgica.

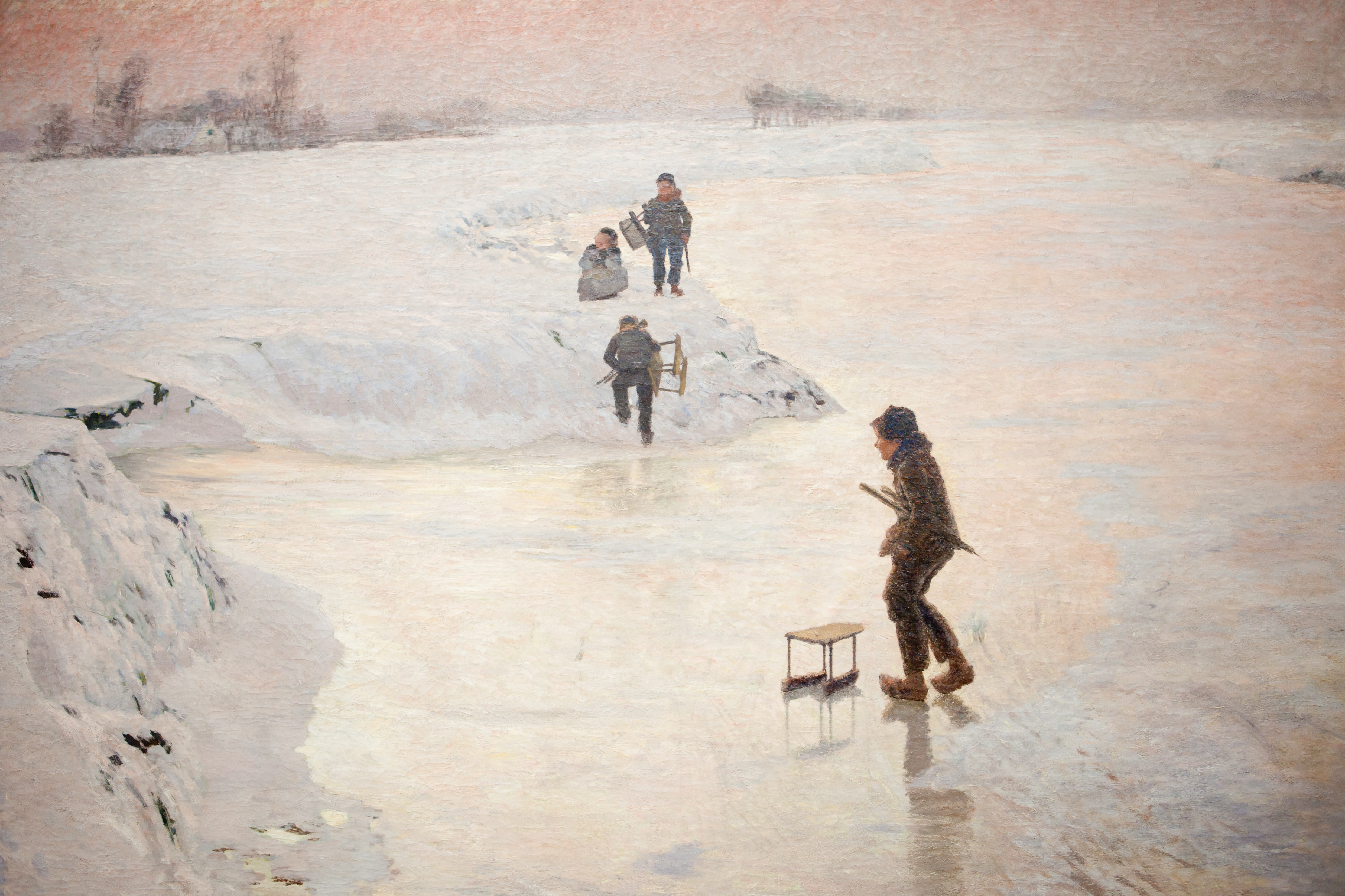
«De IJsvogels» (el aus de glaç)

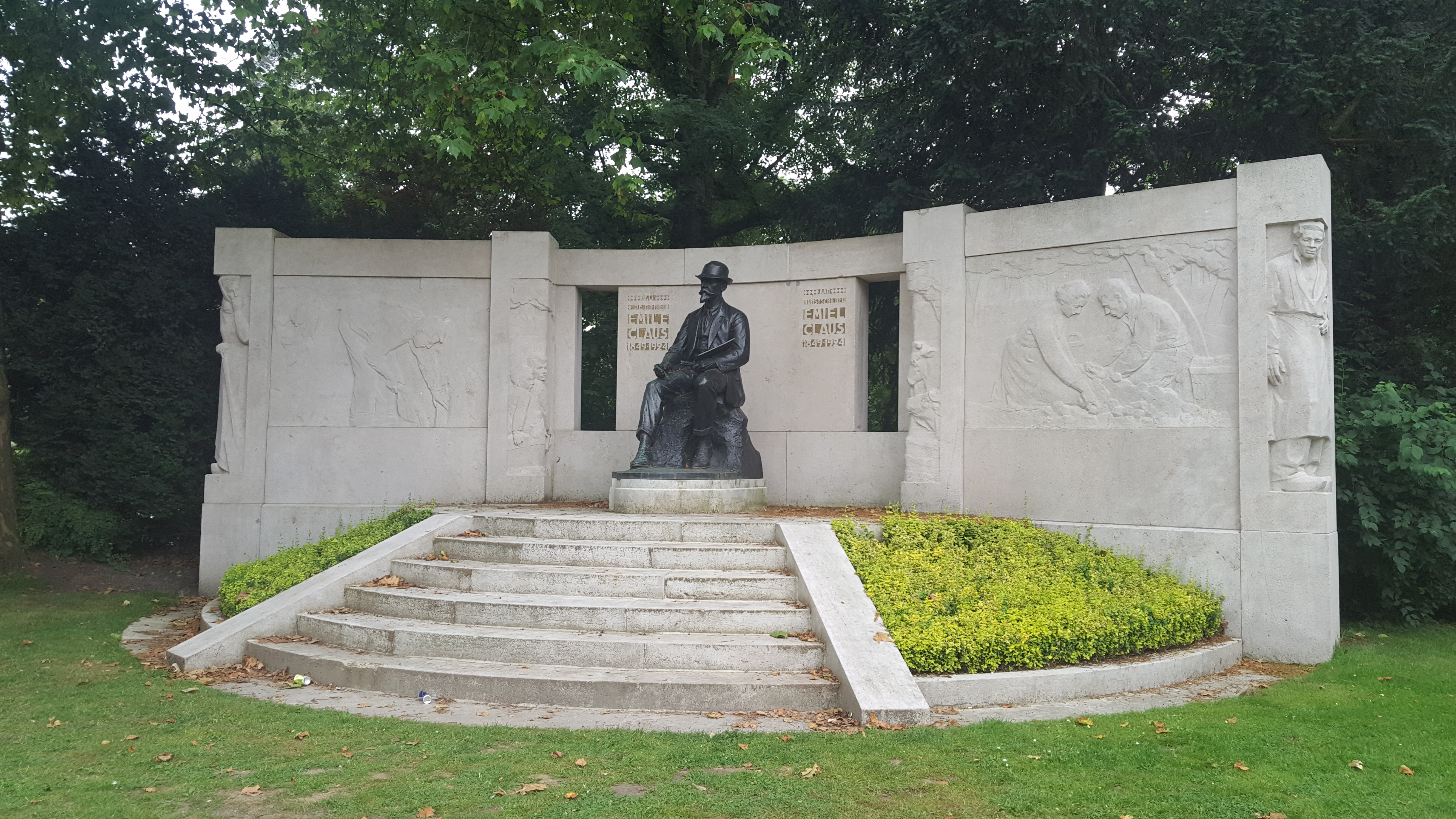
Monument dedicat a Emile Claus al parc «Citadelpark» a Gant